# Амблиопия
Мързеливо око или Амблиопия (от старогръцки: ἀμβλύς – замъглено ὄψ, род.пад. ὀπός – око) е здраво око, което има намалено зрение. Установено в ранна детска възраст (до 7-годишнината) то се лекува след консултация с очен лекар, който определя режим на закриване на окото и подходящи очила. Важно е също родителите да бъдат последователни при съблюдаването на носене на очила и закриване.

## Лечение на амблиопия при деца
Лечението на амблиопия включва приучване на детето да използва окото с намалено зрение. Към момента най-често се използват два метода за постигане на тази цел:
- Атропин

В по-силното око, веднъж на ден, се поставят капки атропин, с цел временно размазване зрението, така че детето да използва окото, страдащо от амблиопия.
- Поставяне на непрозрачен пластир

В продължение на няколко седмици или месеци се поставя непрозрачен пластир на по-силното око.
Лечението с атропин и превръзка на окото стимулира зрението в по-слабото око и помага за по-пълноценно развитие на частта от мозъка, която отговаря за възпроизвеждане на образите.